# 앨버트 놉스
《앨버트 놉스》(영어: Albert Nobbs)는 2011년 공개된 영화이다.

## 출연

### 주연
- 글렌 클로즈
- 미아 와시코브스카

### 조연
- 자넷 맥티어
- 조나단 리스 마이어스
- 애런 존슨
- 브렌단 글리슨
- 마리아 도일 케네디
- 안토니아 캠벨-휴즈
- 폴린 콜린스
- 브로나 갈라퍼
- 브렌다 프리커
- 에머랄드 펜넬
- 애니 스털크
- 세레나 브라바존
- 케네스 콜라드
- 다니엘 코스텔로
- 피비 월러-브리지
- 마이클 휴
- 질리언 레이드
- 제이슨 키에넌
- 마크 윌리암스
- 존 라이트
- 다니엘 코스텔로

## 기타
- 라인프로듀서: 패트릭 오도노휴
- 조감독: 존 맥케온
- 조감독: 닉 토머스
- 세트: 제니 오만
- 분장: 마르샬 콘네빌
- 분장: 매튜 파커 먼글
- 분장: 린 존슨
- 의상: 피에르-이베스 게이로드
- 분장부문: 에일린 버기
- 분장부문: 에일리스 코플랜
- 분장부문: 로레인 글린 웰랜
- 배역: 에이미 허바드